# إليس يرنال بيري
إليس يرنال بيري (بالإنجليزية: Ellis Yarnal Berry)‏ (6 أكتوبر 1902 - 1 أبريل 1999) محامٍ وناشر صحفي وسياسي، أنتخب في مجلس النواب الأمريكي.